# Championnat de France d'échecs des clubs 2007
 (août 2022).
Si vous disposez d'ouvrages ou d'articles de référence ou si vous connaissez des sites web de qualité traitant du thème abordé ici, merci de compléter l'article en donnant les références utiles à sa vérifiabilité et en les liant à la section « Notes et références ».
Navigation
Top 16 2005-2006 Top 16 2007-2008
Le Championnat de France d'échecs des clubs 2006-2007 est sous la dénomination de Top 16 le plus haut niveau du championnat de France de ce sport.
Seize clubs participent à cette édition de la compétition. Clichy-Échecs-92 est devenu champion, tandis que le champion en titre Paris Chess Club (l'année précédente Paris NAO) a dû être relégué à la 13e place. De la Nationale II, sont montés Vandœuvre-Échecs, Marseille Échecs, Paris Chess XV et Metz Fischer. 
Sur le plan sportif, Marseille aurait été relégué avec le Paris Chess Club, Cavalier Bleu Drancy et Thomas Bourgneuf Créteil, mais à la suite du retrait de Paris Chess XV et du Paris Chess Club, comme étant le mieux placé comme équipe reléguée, Marseille reste finalement en Top 16.

## Modalités
Le tournoi était divisé en un tour préliminaire et un tour final. Les 16 équipes participantes ont été réparties en deux groupes de huit (Poule A et Poule B) et ont disputé un tournoi final. Les quatre premiers des deux groupes ont joué en poule haute, les quatre derniers en poule basse pour éviter la relégation. Les équipes qui se sont rencontrées lors des tours préliminaires ne se sont plus affrontées en finale. Le classement était d'abord déterminé par la somme des points d'équipe obtenus lors des tours préliminaires et finaux (3 points pour une victoire, 2 points pour un match nul, 1 point pour une défaite, 0 point pour une défaite sans match), puis en le tour préliminaire la différence entre les parties gagnantes et perdantes et enfin le nombre de parties gagnantes. Dans les tours finaux, la comparaison directe était décisive d'abord, puis la différence entre les parties gagnantes et perdantes (où les compétitions entre les participants de la Poule Haute et de la Poule Basse n'étaient pas prises en compte). La taille de l'équipe avait été réduite de 9 à 8 échiquiers cette saison.

## Contexte
Deux nouvelles importantes tombent durant l'intersaison 2006-2007 : le retrait de l'équipe de Monaco, qui souhaite participer au nouveau Championnat monégasque des Clubs, afin de se qualifier régulièrement pour la Coupe d'Europe ; et la fin du mécénat de Nahed Ojjeh, entraînant le départ de toutes les stars du NAO Chess Club, rebaptisé Paris Chess Club.
Trois équipes sont alors citées parmi les favoris :
- Clichy, avec la présence de forts joueurs comme Dmitri Iakovenko, Liviu-Dieter Nisipeanu, Arkadij Naiditsch ou Laurent Fressinet, Pavel Tregoubov, Yannick Pelletier, Manuel Apicella, Romain Édouard, Sophie Milliet, Alberto David, Almira Skripchenko ;
- Cannes, qui souhaite se racheter après avoir fini pour la première fois de son histoire en poule basse la saison précédente
- et le promu Paris Chess 15 qui, grâce à d'importants sponsors, a effectué un recrutement de premiers choix (parmi lesquels de nombreux joueurs de l'ancien NAO) : Shakhriyar Mamedyarov, Michael Adams, Étienne Bacrot, Joël Lautier, Sergei Tiviakov et Christian Bauer.

## Généralités
Le nombre de joueurs inscrits n'était pas limité. Alors qu'Orcher la Tour Gonfreville, Évry Grand Roque, Montpellier Echecs et le Cercle d'Echecs de Strasbourg s'en sortent avec 9 joueurs chacun, Paris Chess 15 utilise 17 joueurs. Au total, 189 joueurs ont été utilisés, dont 66 ont joué les 11 tours. Les meilleurs joueurs avec 9,5 points en 11 matchs étaient Silvia Collas (Gonfreville), Laurent Fressinet (Clichy), Şəhriyar Məmmədyarov (Paris Chess 15) et Roza Lallemand (Bischwiller) ont chacun marqué un demi-point de moins. Avec Leonid Kritz, Thal Abergel, Namiq Quliyev (tous du club de Paris Chess 15), Bogdan Lalić (Cannes) et Xavier Beudaer (Évry) ont atteint 100%. Cinq joueurs, avec Kritz, Abergel et Beudaert jouant deux matchs chacun, Quliyev et Lalić un chacun. Le joueur le plus âgé de la saison était Nikola Spiridonov (Paris Chess Club), né en 1938, le plus jeune joueur était sa coéquipière Sophie Aflalo (née en 1995).

## Classement
En poule A, alors que Cannes et Gonfreville s'étaient déjà assuré des places dans la Poule Haute, Antibes et Bischwiller ne se sont qualifiées qu'au dernier tour. En poule B, Paris Chess 15, Clichy et Mulhouse étaient déjà confirmés comme participants à la Poule Haute avant le dernier tour, tandis qu'Évry s'assurait la quatrième place en battant son concurrent direct Montpellier.
Durant les 9 premières rondes, c'est Cannes qui est en tête du championnat, à la suite du match nul entre Clichy et le Chess 15 à la 3e ronde. À la 10e et avant-dernière ronde, Clichy bat Cannes, permettant au Chess 15 de prendre la place de leader au point-average devant Clichy : le titre semble ne plus pouvoir échapper aux Parisiens, mais à la dernière ronde, le Chess 15 s'incline lourdement à la surprise générale face à Cannes, permettant à Clichy (vainqueur dans le même temps de Gonfreville) de remporter son 9e titre.
Classement à l'issue du championnat interclubs 2007 : 
1. Clichy Échecs 92 :
2. Cannes
3. Paris Chess 15
4. Gonfreville l'Orcher
5. Antibes
6. Mulhouse Philidor
7. Évry Grand-Roque
8. Bischwiller
9. Montpellier
10. Vandœuvre
11. Metz Fischer
12. CE Strasbourg
13. Paris Chess Club
14. Marseille Échecs
15. Drancy
16. Créteil

Dans la poule basse, avant le tour final, Montpellier et Vandœuvre avaient obtenu la relégation, tandis que Créteil était déjà relégué et que les cinq autres équipes se battaient pour la relégation. Sur le plan purement sportif, Marseille et Drancy ont perdu sur match nul en confrontation directe, et le Paris Chess Club a perdu contre Strasbourg, mais comme Paris Chess 15 a retiré son équipe et le Paris Chess Club, meilleur club relégué, ne l'a pas non plus fait, Marseille a tout de même obtenu la relégation. Le Paris Chess Club connaît le même destin que Lyon-Oyonnax quelques années plus tôt en étant relégué en Nationale 1. L'intersaison est à nouveau agitée avec l'annonce du retrait de la compétition du Paris Chess 15, pourtant favori, en raison du retrait de son sponsor principal. Cette décision profite au club de Marseille Échecs, qui se voit repêché. 

## Géographie
| \| Mulhouse Philidor Metz Cercle d'échecs de Strasbourg Marseille Échecs Antibes Bischwiller Vandoeuvre Échecs Cannes Gonfreville l'Orcher Montpelier \| Localisation des clubs engagés dans le championnat. |
| Mulhouse Philidor Metz Cercle d'échecs de Strasbourg Marseille Échecs Antibes Bischwiller Vandoeuvre Échecs Cannes Gonfreville l'Orcher Montpelier                                                           |

| \| Clichy Évry Créteil Paris Chess Club Paris 15 Drancy \| Localisation des clubs franciliens engagés dans le championnat. |
| Clichy Évry Créteil Paris Chess Club Paris 15 Drancy                                                                       |

### Calendrier
Les compétitions se sont déroulées du 9 au 11 février, du 28 avril au 1er mai et du 31 mai au 3 juin 2007. En Poule A, deux compétitions chacune à Marseille et Vandœuvre-lès-Nancy, tandis que les rondes 4 à 7 étaient organisées de manière centralisée. à Gonfreville-l'Orcher. En Poule B, deux compétitions chacune ont été disputées à Châlons-en-Champagne et Metz lors des trois premiers tours  tandis que les quatrième à septième tours se sont déroulés de manière centralisée à Montpellier. Toutes les rondes de Poule Haute et Poule Basse se sont déroulés à Clichy .

### Clubs participants
- Antibes
- Bischwiller
- Cannes
- Clichy
- Créteil
- Drancy
- Évry
- Gonfreville l'Orcher
- Marseille Échecs
- Metz
- Montpellier
- Mulhouse
- Paris Chess 15
- Paris Chess Club
- Strasbourg
- Vandoeuvre

### Effectifs
Les tableaux ci-dessous contiennent les informations suivantes :
```
   N° : numéro de classement
   Titre : titre FIDE en début de saison (rating list janvier 2007) ; GM = Grandmaster , IM = Master International , FM = FIDE Master , WGM = Women's Grandmaster , WIM = Women's International Master , WFM = Women's FIDE Master , CM = Candidate Master , WCM = Women's Candidate Master
   Elo : classement Elo au début de la saison (liste des classements de janvier 2007) ; pour les joueurs sans classement Elo, le classement national est indiqué entre parenthèses
   Nation : Nationalité selon la liste de notation de janvier 2007 ; AND = Andorre, ARM = Arménie, AZE = Azerbaïdjan, BAN = Bangladesh, BUL = Bulgarie, CRO = Croatie, CZE = République tchèque, DEN = Danemark, ENG = Angleterre, ESP = Espagne, FRA = France, GER = Allemagne, GRE = Grèce, HUN = Hongrie, ISR = Israël, ITA = Italie, KAZ = Kazakhstan, LAT = Lettonie, LTU = Lituanie, LUX = Luxembourg, MAR = Maroc, MDA = Moldavie, MKD = Macédoine, NED = Pays-Bas, POL = Pologne , ROU = Roumanie, RUS = Russie, SRB = Serbie, SUI = Suisse, SVK = Slovaquie, TUR = Turquie, UKR = Ukraine, UZB = Ouzbékistan
   G : Nombre de parties gagnantes
   R : Nombre de matchs nuls
   V : Nombre de parties perdantes
   Points : nombre de points obtenus
   Jeux : Nombre de jeux joués
```

### Clichy-Echecs-92
| Nr. | Titre | Nom                    | Elo  | Nation | G | R | V | Points | Parties |
| --- | ----- | ---------------------- | ---- | ------ | - | - | - | ------ | ------- |
| 1   | GM    | Dmitri Iakovenko       | 2691 | RUS    | 2 | 3 | 0 | 3,5    | 5       |
| 2   | GM    | Liviu-Dieter Nisipeanu | 2689 | ROU    | 1 | 2 | 0 | 2      | 3       |
| 3   | GM    | Laurent Fressinet      | 2646 | FRA    | 7 | 4 | 0 | 9      | 11      |
| 4   | GM    | Pavel Tregoubov        | 2613 | RUS    | 2 | 7 | 0 | 5,5    | 9       |
| 5   | GM    | Yannick Pelletier      | 2589 | SUI    | 4 | 7 | 0 | 7,5    | 11      |
| 6   | GM    | Manuel Apicella        | 2534 | FRA    | 5 | 6 | 0 | 8      | 11      |
| 7   | IM    | Romain Édouard         | 2446 | FRA    | 4 | 4 | 3 | 6      | 11      |
| 8   | WGM   | Sophie Milliet         | 2393 | FRA    | 6 | 1 | 0 | 6,5    | 7       |
| 9   | GM    | Arkadij Naiditsch      | 2663 | GER    | 2 | 6 | 1 | 5      | 9       |
| 10  | GM    | Alberto David          | 2525 | LUX    | 5 | 2 | 0 | 6      | 7       |
| 11  | IM    | Almira Skripchenko     | 2428 | FRA    | 2 | 2 | 0 | 3      | 4       |

### Cannes Echecs
| Nr. | Titre | Nom                | Elo  | Nation | G | R | V | Points | Parties |
| --- | ----- | ------------------ | ---- | ------ | - | - | - | ------ | ------- |
| 1   | GM    | Vladislav Tkachiev | 2649 | FRA    | 5 | 5 | 1 | 7,5    | 11      |
| 2   | GM    | Murtas Kazhgaleïev | 2579 | KAZ    | 4 | 6 | 1 | 7      | 11      |
| 3   | GM    | Robert Fontaine    | 2557 | FRA    | 1 | 9 | 1 | 5,5    | 11      |
| 4   | IM    | Matthieu Cornette  | 2482 | FRA    | 2 | 6 | 2 | 5      | 10      |
| 5   | GM    | Mladen Palac       | 2571 | CRO    | 6 | 4 | 1 | 8      | 11      |
| 6   | GM    | Michele Godena     | 2530 | ITA    | 2 | 3 | 1 | 3,5    | 6       |
| 7   | IM    | Laurent Guidarelli | 2450 | FRA    | 7 | 0 | 2 | 7      | 9       |
| 8   | WGM   | Maria Leconte      | 2377 | FRA    | 7 | 2 | 2 | 8      | 11      |
| 9   | IM    | Pavel Govciyan     | 2414 | FRA    | 4 | 1 | 0 | 4,5    | 5       |
| 10  | IM    | Damir Levacic      | 2256 | FRA    | 0 | 0 | 1 | 0      | 1       |
| 11  | FM    | Xavier Parmentier  | 2301 | FRA    | 0 | 1 | 0 | 0,5    | 1       |
| 12  | GM    | Bogdan Lalić       | 2519 | CRO    | 1 | 0 | 0 | 1      | 1       |

### Chess 15 Paris
| Nr. | Titre | Nom                   | Elo    | Nation | G | R | V | Points | Parties |
| --- | ----- | --------------------- | ------ | ------ | - | - | - | ------ | ------- |
| 1   | GM    | Şəhriyar Məmmədyarov  | 2754   | AZE    | 7 | 4 | 0 | 9      | 11      |
| 2   | GM    | Sergei Tiviakov       | 2667   | NED    | 2 | 2 | 3 | 3      | 7       |
| 3   | GM    | Étienne Bacrot        | 2705   | FRA    | 5 | 4 | 0 | 7      | 9       |
| 4   | GM    | Christian Bauer       | 2609   | FRA    | 5 | 5 | 1 | 7,5    | 11      |
| 5   | GM    | Joël Lautier          | 2656   | FRA    | 5 | 6 | 0 | 8      | 11      |
| 6   | GM    | Daniel Fridman        | 2626   | LAT    | 4 | 2 | 0 | 5      | 6       |
| 7   | IM    | Anthony Bellaiche     | 2472   | FRA    | 1 | 2 | 0 | 2      | 3       |
| 8   | WIM   | Malina Nicoara        | 2230   | FRA    | 1 | 1 | 0 | 1,5    | 2       |
| 9   | GM    | Michael Adams         | 2735   | ENG    | 1 | 2 | 0 | 2      | 3       |
| 10  |       | Camille Olivier       | (1190) | FRA    | 0 | 0 | 1 | 0      | 1       |
| 11  | GM    | Leonid Kritz          | 2593   | GER    | 2 | 0 | 0 | 2      | 2       |
| 12  | IM    | Thierry Manouck       | 2344   | FRA    | 3 | 2 | 1 | 4      | 6       |
| 13  | WIM   | Marina Martsynovskaya | 2227   | FRA    | 4 | 0 | 4 | 4      | 8       |
| 14  | GM    | Vadim Milov           | 2676   | SUI    | 1 | 1 | 1 | 1,5    | 3       |
| 15  | IM    | Thal Abergel          | 2498   | FRA    | 2 | 0 | 0 | 2      | 2       |
| 16  | IM    | Sébastien Luce        | 2353   | FRA    | 0 | 2 | 0 | 1      | 2       |
| 17  | GM    | Namiq Quliyev         | 2590   | AZE    | 1 | 0 | 0 | 1      | 1       |

### Orcher la Tour Gonfreville
| Nr. | Titre | Nom                | Elo  | Nation | G | R | V | Points | Parties |
| --- | ----- | ------------------ | ---- | ------ | - | - | - | ------ | ------- |
| 1   | GM    | Mikhaïl Gourevitch | 2635 | TUR    | 3 | 4 | 0 | 5      | 7       |
| 2   | GM    | Viktor Bologan     | 2658 | MDA    | 4 | 6 | 1 | 7      | 11      |
| 3   | GM    | Igor Rausis        | 2521 | BAN    | 2 | 5 | 4 | 4,5    | 11      |
| 4   | IM    | Didier Collas      | 2466 | FRA    | 2 | 6 | 3 | 4,5    | 10      |
| 5   | GM    | Jean-Marc Degraeve | 2548 | FRA    | 2 | 8 | 1 | 6      | 11      |
| 6   | IM    | Arnaud Payen       | 2381 | FRA    | 3 | 4 | 2 | 5      | 9       |
| 7   | IM    | Nicolas Eliet      | 2440 | FRA    | 2 | 6 | 1 | 5      | 9       |
| 8   | IM    | Silvia Collas      | 2389 | FRA    | 9 | 1 | 1 | 9,5    | 11      |
| 9   | IM    | Guillaume Vallin   | 2413 | FRA    | 3 | 3 | 4 | 4      | 9       |

### La Tour Sarrazine Antibes
| Nr. | Titre | Nom                | Elo  | Nation | G | R | V | Points | Parties |
| --- | ----- | ------------------ | ---- | ------ | - | - | - | ------ | ------- |
| 1   | GM    | Vasilios Kotronias | 2572 | GRE    | 7 | 3 | 1 | 8,5    | 11      |
| 2   | GM    | Branko Damljanović | 2590 | SRB    | 4 | 2 | 1 | 5      | 7       |
| 3   | GM    | Ivan Ivanišević    | 2602 | SRB    | 2 | 3 | 2 | 3,5    | 7       |
| 4   | GM    | Anatoli Vaisser    | 2554 | FRA    | 2 | 6 | 3 | 5      | 11      |
| 5   | GM    | Gilles Mirallès    | 2486 | FRA    | 3 | 6 | 2 | 6      | 11      |
| 6   |       | Mathieu Acher      | 2358 | FRA    | 4 | 6 | 1 | 7      | 11      |
| 7   |       | Manuel Bijaoui     | 2396 | FRA    | 2 | 1 | 5 | 2,5    | 8       |
| 8   |       | Caroline Cochet    | 2047 | FRA    | 5 | 1 | 5 | 5,5    | 11      |
| 9   |       | Flavio Perez       | 2223 | FRA    | 0 | 1 | 3 | 0,5    | 4       |
| 10  | FM    | Riccardo Ianniello | 2276 | ITA    | 1 | 1 | 0 | 1,5    | 2       |
| 11  |       | Omar Stoppa        | 2227 | ITA    | 1 | 2 | 0 | 2      | 3       |
| 12  |       | Thierry Poesson    | 2089 | FRA    | 0 | 0 | 1 | 0      | 1       |

### Mulhouse Philidor
| Nr. | Titre | Nom                | Elo  | Nation | G | R | V | Points | Parties |
| --- | ----- | ------------------ | ---- | ------ | - | - | - | ------ | ------- |
| 1   | GM    | Andreï Sokolov     | 2585 | FRA    | 1 | 8 | 1 | 5      | 10      |
| 2   | GM    | Alekseï Dreïev     | 2658 | RUS    | 2 | 1 | 0 | 2,5    | 3       |
| 3   | GM    | Konstantin Sakaïev | 2641 | RUS    | 0 | 3 | 0 | 1,5    | 3       |
| 4   | GM    | Kiril Georgiev     | 2661 | BUL    | 3 | 1 | 1 | 3,5    | 5       |
| 5   | IM    | Anthony Wirig      | 2433 | FRA    | 2 | 3 | 5 | 3,5    | 10      |
| 6   | IM    | Jean-Noël Riff     | 2469 | FRA    | 3 | 4 | 3 | 5      | 10      |
| 7   | GM    | Emmanuel Bricard   | 2467 | FRA    | 6 | 4 | 1 | 8      | 11      |
| 8   | WIM   | Anne Muller        | 2188 | FRA    | 2 | 2 | 7 | 3      | 11      |
| 9   | GM    | David Navara       | 2720 | CZE    | 2 | 2 | 0 | 3      | 4       |
| 10  | GM    | Radosław Wojtaszek | 2620 | POL    | 1 | 2 | 1 | 2      | 4       |
| 11  | FM    | Oliver Kurmann     | 2433 | SUI    | 1 | 1 | 0 | 1,5    | 2       |
| 12  | GM    | Vladimir Georgiev  | 2540 | MKD    | 1 | 3 | 0 | 2,5    | 4       |
| 13  |       | Sylvain Leburgue   | 2235 | FRA    | 0 | 1 | 1 | 0,5    | 2       |
| 14  |       | Fabien Schmitt     | 2164 | FRA    | 1 | 0 | 2 | 1      | 3       |
| 15  |       | Nicolas Blum       | 2124 | FRA    | 0 | 2 | 0 | 1      | 2       |
| 16  |       | Emile Nass         | 2071 | FRA    | 0 | 0 | 2 | 0      | 2       |

### Évry Grand Roque
| Nr. | Titre | Nom               | Elo  | Nation | G | R | V | Points | Parties |
| --- | ----- | ----------------- | ---- | ------ | - | - | - | ------ | ------- |
| 1   | GM    | Jean-Luc Chabanon | 2417 | FRA    | 2 | 6 | 3 | 5      | 11      |
| 2   | GM    | Éloi Relange      | 2482 | FRA    | 2 | 5 | 4 | 4,5    | 11      |
| 3   | GM    | Cyril Marcelin    | 2494 | FRA    | 2 | 6 | 3 | 5      | 11      |
| 4   | IM    | Marie Sebag       | 2477 | FRA    | 1 | 7 | 3 | 4,5    | 11      |
| 5   | IM    | Luc Bergez        | 2402 | FRA    | 2 | 4 | 5 | 4      | 11      |
| 6   | FM    | Sébastien Feller  | 2431 | FRA    | 2 | 5 | 4 | 4,5    | 11      |
| 7   | IM    | Philippe Brochet  | 2388 | FRA    | 3 | 3 | 3 | 4,5    | 9       |
| 8   | IM    | Didier Leroy      | 2316 | FRA    | 4 | 2 | 5 | 5      | 11      |
| 9   | FM    | Xavier Beudaert   | 2339 | FRA    | 2 | 0 | 0 | 2      | 2       |

### Bischwiller
| Nr. | Titre | Nom               | Elo  | Nation | G | R  | V | Points | Parties |
| --- | ----- | ----------------- | ---- | ------ | - | -- | - | ------ | ------- |
| 1   | GM    | Karen Asrjan      | 2634 | ARM    | 4 | 5  | 1 | 6,5    | 10      |
| 2   | GM    | Philipp Schlosser | 2562 | GER    | 0 | 10 | 0 | 5      | 10      |
| 3   | IM    | Rainer Buhmann    | 2547 | GER    | 2 | 3  | 0 | 3,5    | 5       |
| 4   | FM    | Jean Netzer       | 2404 | FRA    | 0 | 5  | 2 | 2,5    | 7       |
| 5   | IM    | Claude Wagner     | 2358 | FRA    | 1 | 6  | 3 | 4      | 10      |
| 6   | FM    | Timothee Heinz    | 2300 | FRA    | 0 | 3  | 8 | 1,5    | 11      |
| 7   | IM    | Étienne Mensch    | 2312 | FRA    | 5 | 1  | 4 | 5,5    | 10      |
| 8   | WGM   | Roza Lallemand    | 2202 | FRA    | 8 | 2  | 1 | 9      | 11      |
| 9   | GM    | Sergey Galdunts   | 2502 | ARM    | 1 | 0  | 3 | 1      | 4       |
| 10  | GM    | József Pintér     | 2525 | HUN    | 0 | 3  | 1 | 1,5    | 4       |
| 11  | FM    | André Schmitt     | 2302 | FRA    | 0 | 3  | 1 | 1,5    | 4       |
| 12  |       | Thomas Saatdjian  | 2229 | FRA    | 0 | 1  | 1 | 0,5    | 2       |

### Montpellier Echecs
| Nr. | Titre | Nom                | Elo  | Nation | G | R | V | Points | Parties |
| --- | ----- | ------------------ | ---- | ------ | - | - | - | ------ | ------- |
| 1   | GM    | Oleg Korneev       | 2606 | RUS    | 2 | 7 | 2 | 5,5    | 11      |
| 2   | GM    | Hicham Hamdouchi   | 2602 | MAR    | 1 | 8 | 2 | 5      | 11      |
| 3   | IM    | Sébastien Mazé     | 2506 | FRA    | 3 | 5 | 3 | 5,5    | 11      |
| 4   | GM    | Éric Prié          | 2516 | FRA    | 3 | 5 | 3 | 5,5    | 11      |
| 5   | GM    | Glenn Flear        | 2480 | ENG    | 3 | 6 | 2 | 6      | 11      |
| 6   | IM    | Cyril Marzolo      | 2472 | FRA    | 4 | 4 | 3 | 6      | 11      |
| 7   | WIM   | Christine Flear    | 2160 | FRA    | 3 | 6 | 2 | 6      | 11      |
| 8   |       | Alexia Vernhet     | 1771 | FRA    | 0 | 0 | 3 | 0      | 3       |
| 9   | IM    | Fabien Libiszewski | 2486 | FRA    | 4 | 3 | 1 | 5,5    | 8       |

### Vandœuvre-Echecs
| Nr. | Titre | Nom                 | Elo  | Nation | G | R | V | Points | Parties |
| --- | ----- | ------------------- | ---- | ------ | - | - | - | ------ | ------- |
| 1   | GM    | Rustam Kasimjanov   | 2682 | UZB    | 0 | 3 | 0 | 1,5    | 3       |
| 2   | GM    | Friso Nijboer       | 2638 | NED    | 1 | 3 | 1 | 2,5    | 5       |
| 3   | GM    | Zbyněk Hráček       | 2619 | CZE    | 1 | 2 | 0 | 2      | 3       |
| 4   | FM    | Nicolas Brunner     | 2426 | FRA    | 5 | 5 | 0 | 7,5    | 10      |
| 5   | FM    | Mustapha Nezar      | 2423 | FRA    | 2 | 5 | 4 | 4,5    | 11      |
| 6   | IM    | Christophe Philippe | 2364 | FRA    | 3 | 5 | 3 | 5,5    | 11      |
| 7   |       | Vincent Moret       | 2194 | FRA    | 0 | 0 | 3 | 0      | 3       |
| 8   |       | Rebecca Klipper     | 2039 | FRA    | 5 | 2 | 4 | 6      | 11      |
| 9   | FM    | Cédric Paci         | 2300 | FRA    | 2 | 2 | 4 | 3      | 8       |
| 10  | GM    | Igor Glek           | 2531 | GER    | 2 | 4 | 1 | 4      | 7       |
| 11  | IM    | Thomas Henrichs     | 2512 | GER    | 0 | 1 | 1 | 0,5    | 2       |
| 12  | IM    | Georg Meier         | 2484 | GER    | 1 | 6 | 1 | 4      | 8       |
| 13  | GM    | Sergei Movsessian   | 2642 | SVK    | 1 | 3 | 0 | 2,5    | 4       |
| 14  |       | Joachim Iglesias    | 2144 | FRA    | 0 | 1 | 1 | 0,5    | 2       |

### Metz Fischer
| Nr. | Titre | Nom                  | Elo  | Nation | G | R | V | Points | Parties |
| --- | ----- | -------------------- | ---- | ------ | - | - | - | ------ | ------- |
| 1   | GM    | Aleksandr Riazantsev | 2629 | RUS    | 1 | 5 | 1 | 3,5    | 7       |
| 2   | GM    | Dmitry Svetushkin    | 2588 | MDA    | 1 | 1 | 1 | 1,5    | 3       |
| 3   | IM    | Jean-René Koch       | 2452 | FRA    | 3 | 4 | 4 | 5      | 11      |
| 4   | IM    | Oleg Gladychev       | 2455 | RUS    | 0 | 5 | 2 | 2,5    | 7       |
| 5   |       | Gregory Gitzinger    | 2213 | FRA    | 0 | 2 | 4 | 1      | 6       |
| 6   | FM    | Benoît Taddei        | 2273 | FRA    | 2 | 1 | 4 | 2,5    | 7       |
| 7   |       | Sébastien Pucher     | 2254 | FRA    | 0 | 2 | 3 | 1      | 5       |
| 8   |       | Marie Leclair        | 2024 | FRA    | 3 | 0 | 8 | 3      | 11      |
| 9   | FM    | Olivier Pucher       | 2303 | FRA    | 3 | 2 | 2 | 4      | 7       |
| 10  | GM    | Viatcheslav Eingorn  | 2588 | UKR    | 1 | 4 | 3 | 3      | 8       |
| 11  | FM    | Emmanuel Neiman      | 2386 | FRA    | 1 | 0 | 3 | 1      | 4       |
| 12  |       | Pascal Deiller       | 2077 | FRA    | 0 | 0 | 1 | 0      | 1       |
| 13  | GM    | Evgeny Postny        | 2622 | ISR    | 4 | 3 | 0 | 5,5    | 7       |
| 14  |       | Thomas Hisler        | 2223 | FRA    | 2 | 1 | 1 | 2,5    | 4       |

### Cercle d’Echecs de Strasbourg
| Nr. | Titre | Nom                 | Elo  | Nation | G | R | V | Points | Parties |
| --- | ----- | ------------------- | ---- | ------ | - | - | - | ------ | ------- |
| 1   | GM    | Eduardas Rozentalis | 2582 | LTU    | 3 | 7 | 1 | 6,5    | 11      |
| 2   | GM    | Fabian Döttling     | 2542 | GER    | 1 | 8 | 2 | 5      | 11      |
| 3   | IM    | Daniel Roos         | 2410 | FRA    | 0 | 7 | 4 | 3,5    | 11      |
| 4   | GM    | Gábor Kállai        | 2495 | HUN    | 1 | 9 | 1 | 5,5    | 11      |
| 5   |       | Emmanuel Reinhart   | 2283 | FRA    | 2 | 3 | 5 | 3,5    | 10      |
| 6   | IM    | Jean-Luc Roos       | 2286 | FRA    | 3 | 5 | 3 | 5,5    | 11      |
| 7   | IM    | Louis Roos          | 2343 | FRA    | 5 | 4 | 2 | 7      | 11      |
| 8   |       | Louise Roos         | 1956 | FRA    | 1 | 3 | 7 | 2,5    | 11      |
| 9   |       | François Schwicker  | 2234 | FRA    | 0 | 0 | 1 | 0      | 1       |

### Paris Chess Club
| Nr. | Titre | Nom                    | Elo  | Nation | G | R | V | Points | Parties |
| --- | ----- | ---------------------- | ---- | ------ | - | - | - | ------ | ------- |
| 1   | GM    | Pavel Eljanov          | 2675 | UKR    | 1 | 2 | 0 | 2      | 3       |
| 2   | GM    | Peter Heine Nielsen    | 2651 | DEN    | 0 | 3 | 0 | 1,5    | 3       |
| 3   | GM    | Igor-Alexandre Nataf   | 2589 | FRA    | 6 | 4 | 1 | 8      | 11      |
| 4   | GM    | Francisco Vallejo Pons | 2679 | ESP    | 1 | 2 | 0 | 2      | 3       |
| 5   | GM    | Arnaud Hauchard        | 2474 | FRA    | 2 | 6 | 3 | 5      | 11      |
| 6   | GM    | Maxime Vachier-Lagrave | 2573 | FRA    | 4 | 7 | 0 | 7,5    | 11      |
| 7   | GM    | Nikola Spiridonov      | 2365 | BUL    | 2 | 5 | 4 | 4,5    | 11      |
| 8   |       | Sophie Aflalo          | 1977 | FRA    | 1 | 1 | 8 | 1,5    | 10      |
| 9   |       | Richard Pile           | 2285 | FRA    | 0 | 5 | 1 | 2,5    | 6       |
| 10  | FM    | José-Claude de Sousa   | 2294 | FRA    | 2 | 3 | 3 | 3,5    | 8       |
| 11  |       | Martin Kessler         | 2149 | FRA    | 2 | 0 | 2 | 2      | 4       |
| 12  | FM    | Brice le Roy           | 2296 | FRA    | 1 | 2 | 1 | 2      | 4       |
| 13  | FM    | Asher Glicenstein      | 2257 | FRA    | 0 | 2 | 0 | 1      | 2       |
| 14  |       | Camilla Kohi           | 1875 | FRA    | 0 | 1 | 0 | 0,5    | 1       |

### Marseille Echecs
| Nr. | Titre | Nom                     | Elo  | Nation | G | R | V | Points | Parties |
| --- | ----- | ----------------------- | ---- | ------ | - | - | - | ------ | ------- |
| 1   | GM    | Radosław Jedynak        | 2554 | POL    | 3 | 6 | 2 | 6      | 11      |
| 2   | GM    | Kamil Mitoń             | 2655 | POL    | 0 | 6 | 1 | 3      | 7       |
| 3   | GM    | Petar Genov             | 2489 | BUL    | 0 | 9 | 2 | 4,5    | 11      |
| 4   | IM    | Yannick Gozzoli         | 2453 | FRA    | 4 | 4 | 3 | 6      | 11      |
| 5   |       | Denis Garrido           | 2347 | FRA    | 0 | 0 | 2 | 0      | 2       |
| 6   | FM    | Emmanuel Amigues        | 2391 | FRA    | 0 | 7 | 3 | 3,5    | 10      |
| 7   |       | Gildas Goldsztejn       | 2303 | FRA    | 0 | 2 | 3 | 1      | 5       |
| 8   |       | Laurie Delorme          | 2043 | FRA    | 4 | 3 | 4 | 5,5    | 11      |
| 9   | FM    | David Guadalpi          | 2330 | FRA    | 2 | 3 | 4 | 3,5    | 9       |
| 10  | GM    | Bartłomiej Heberla      | 2533 | POL    | 2 | 1 | 1 | 2,5    | 4       |
| 11  | GM    | Óscar de la Riva Aguado | 2525 | AND    | 4 | 3 | 0 | 5,5    | 7       |

### Cavalier Bleu Drancy
| Nr. | Titre | Nom                | Elo  | Nation | G | R | V | Points | Parties |
| --- | ----- | ------------------ | ---- | ------ | - | - | - | ------ | ------- |
| 1   | GM    | Dmitri Komarov     | 2540 | UKR    | 1 | 5 | 5 | 3,5    | 11      |
| 2   | GM    | Dimitri Bunzmann   | 2530 | GER    | 1 | 4 | 6 | 3      | 11      |
| 3   | GM    | Nikolay Legky      | 2461 | UKR    | 2 | 6 | 3 | 5      | 11      |
| 4   | IM    | Jean-Philippe Karr | 2403 | FRA    | 2 | 6 | 3 | 5      | 11      |
| 5   | FM    | Yannick Berthelot  | 2341 | FRA    | 1 | 3 | 3 | 2,5    | 7       |
| 6   | FM    | Niels Borne        | 2346 | FRA    | 0 | 3 | 4 | 1,5    | 7       |
| 7   | IM    | Yann Salaün        | 2332 | FRA    | 0 | 4 | 4 | 2      | 8       |
| 8   |       | Florence Wolfangel | 1963 | FRA    | 1 | 4 | 6 | 3      | 11      |
| 9   | IM    | Nicolas Giffard    | 2379 | FRA    | 3 | 4 | 2 | 5      | 9       |
| 10  | FM    | Pierre Brunelliere | 2369 | FRA    | 0 | 2 | 0 | 1      | 2       |

### Thomas Bourgneuf Créteil
| Nr. | Titre | Nom                  | Elo  | Nation | G | R | V | Points | Parties |
| --- | ----- | -------------------- | ---- | ------ | - | - | - | ------ | ------- |
| 1   | IM    | Benoît Lepelletier   | 2421 | FRA    | 0 | 2 | 6 | 1      | 8       |
| 2   |       | Nicolas Bouchet      | 2320 | FRA    | 1 | 0 | 9 | 1      | 10      |
| 3   | FM    | Tristan Calistri     | 2381 | FRA    | 0 | 2 | 9 | 1      | 11      |
| 4   |       | Carl Strugnell       | 2274 | FRA    | 0 | 1 | 9 | 0,5    | 10      |
| 5   |       | Sébastien Romieux    | 2252 | FRA    | 0 | 5 | 5 | 2,5    | 10      |
| 6   |       | Philippe Larrat      | 2156 | FRA    | 2 | 2 | 2 | 3      | 6       |
| 7   |       | Fabien Guilleux      | 2163 | FRA    | 3 | 2 | 2 | 4      | 7       |
| 8   |       | Sophie Lam           | 2067 | FRA    | 5 | 2 | 4 | 6      | 11      |
| 9   |       | Jonathan Dourerassou | 2358 | FRA    | 0 | 1 | 4 | 0,5    | 5       |
| 10  |       | Said Brih            | 2225 | FRA    | 1 | 2 | 7 | 2      | 10      |

## Compétition

### Classement
- Poule Haute

| Club                           | Classement | Prec. | L1 dep. | Nb sais. | Pts. | j. | d.  | p. | c. |
| ------------------------------ | ---------- | ----- | ------- | -------- | ---- | -- | --- | -- | -- |
| Clichy Échecs 92               | 1er        | 3e    | ?       |          | 32   | 11 | 36  | 40 | 4  |
| Cannes Échecs                  | 2e         | 10e   | ?       |          | 31   | 11 | 27  | 39 | 12 |
| Paris Chess 15 P R             | 3e         |       | 2007    |          | 30   | 11 | 33  | 44 | 11 |
| Gonfreville l'Orcher           | 4e         | 7e    | ?       |          | 26   | 11 | 13  | 30 | 17 |
| La Tour Sarrazine - Antibes    | 5e         | 11e   | 2006    |          | 23   | 11 | 6   | 31 | 35 |
| Mulhouse Philidor              | 6e         | 8e    | 1997    |          | 21   | 11 | 0   | 25 | 25 |
| Évry Grand Roque               | 7e         | 4e    | 2004    | 3        | 21   | 11 | -17 | 8  | 25 |
| Cercle d'échecs de Bischwiller | 8e         | 5e    | 2003    | 5        | 20   | 11 | -7  | 11 | 18 |

- Poule Basse

| Club                          | Classement | Prec. | L1 dep. | Nb sais. | Pts. | j. | d.  | p. | c. |
| ----------------------------- | ---------- | ----- | ------- | -------- | ---- | -- | --- | -- | -- |
| Échecs Club Montpellier       | 9e         | 9e    | ?       |          | 23   | 11 | 2   | 23 | 21 |
| Vandœuvre-Echecs P            | 10e        |       | 2007    | 4        | 22   | 11 | 0   | 23 | 23 |
| Metz Fischer P                | 11e        |       | 2007    |          | 20   | 11 | -16 | 21 | 37 |
| Cercle d'échecs de Strasbourg | 12e        | 14e   | 2006    |          | 19   | 11 | 0   | 0  | 13 |
| Paris Chess Club R            | 13e        | 1er   | ?       |          | 19   | 11 | 3   | 16 | 13 |
| Marseille Échecs P Rp         | 14e        |       | 2007    | 0        | 18   | 11 | -6  | 19 | 25 |
| Cavalier Bleu de Drancy R     | 15e        | 12e   | 2007    | 12       | 17   | 11 | -25 | 11 | 36 |
| Thomas Bourgneuf - Créteil R  | 16e        | 15e   | 2006    |          | 11   | 11 | -45 | 12 | 57 |

## Équipe championne
- Clichy : Dmitri Iakovenko, Liviu-Dieter Nisipeanu, Laurent Fressinet, Pavel Tregoubov, Yannick Pelletier, Manuel Apicella, Romain Édouard, Sophie Milliet, Arkadij Naiditsch, Alberto David, Almira Skripchenko.